# تلفاز ملون

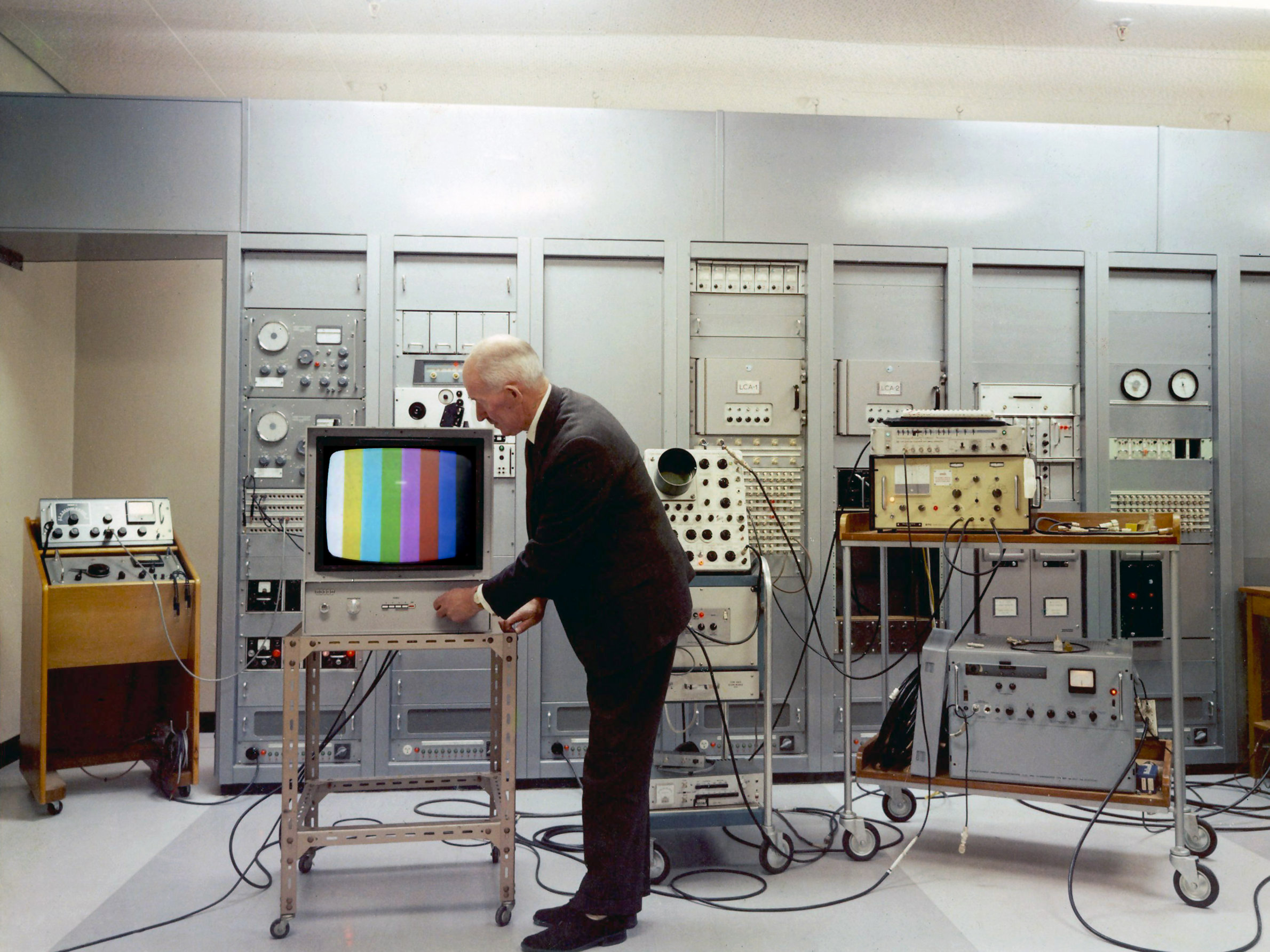
اختبار تلفاز ملون في محطة إرسال جبل كاوكاو في نيوزيلندا في 1970. يتم استخدام نمط اختبار مع أشرطة الألوان أحيانا عندما لا تتوفر مواد البرنامج.

التلفاز الملون عبارة عن تقنية نقل تلفازي تتضمن معلومات عن لون الصورة ولذلك يمكن عرض صورة الفيديو بالألوان على شاشة التلفاز وهو تحسن في تكنولوجيا التلفاز أحادية اللون أو التلفاز الأسود والأبيض حيث يتم عرض الصورة في صورة تدرج رمادي وقد تحسنت محطات وشبكات البث التلفازي في معظم أنحاء العالم من الانتقال بالأبيض والأسود إلى اللون في الستينيات والسبعينيات. اختراع معايير التلفاز الملون هو جزء مهم من تاريخ التلفاز.
في أبسط أشكالها يمكن إنشاء بث ملون بث ثلاثى الصور أحادية اللون من الأحمر والأخضر والأزرق (RGB). عند العرض معا أو في تتابع سريع فإن هذه الصور تمزج معا لإنتاج صورة ملونة كاملة كما يراها المشاهد وكانت إحدى التحديات التقنية الكبيرة التي ينطوي عليها إدخال التلفاز الملون هي الرغبة في الحفاظ على عرض النطاق الترددي وهو ما يحتمل أن يكون ثلاثة أضعاف من المعايير القائمة بالأسود والأبيض ولا يستخدم كمية مفرطة من الطيف الراديوي وفي الولايات المتحدة بعد بحث كبير وافقت لجنة أنظمة التلفاز الوطنية  على نظام إلكتروني كامل تم تطويره من قبل راديو شركة أمريكا (RCA) الذي قام بتشفير معلومات الألوان بشكل منفصل عن معلومات السطوع وقلل إلى حد كبير من دقة معلومات اللون من أجل الحفاظ على عرض النطاق الترددي وظلت صورة السطوع متوافقة مع أجهزة التلفاز الموجودة بالأسود والأبيض الموجودة بدقة منخفضة قليلا في حين أن التلفازات الملونة يمكن أن تفكك المعلومات الإضافية في الإشارة وتنتج شاشة ملونة محدودة الدقة. وتجمع الصور الملونة ذات الدقة العالية باللونين الأسود والأبيض والأدنى دقة في العين لإنتاج صورة ملونة عالية الدقة على ما يبدو. ويمثل إن تي إس سي إنجازا فنيا رئيسيا.

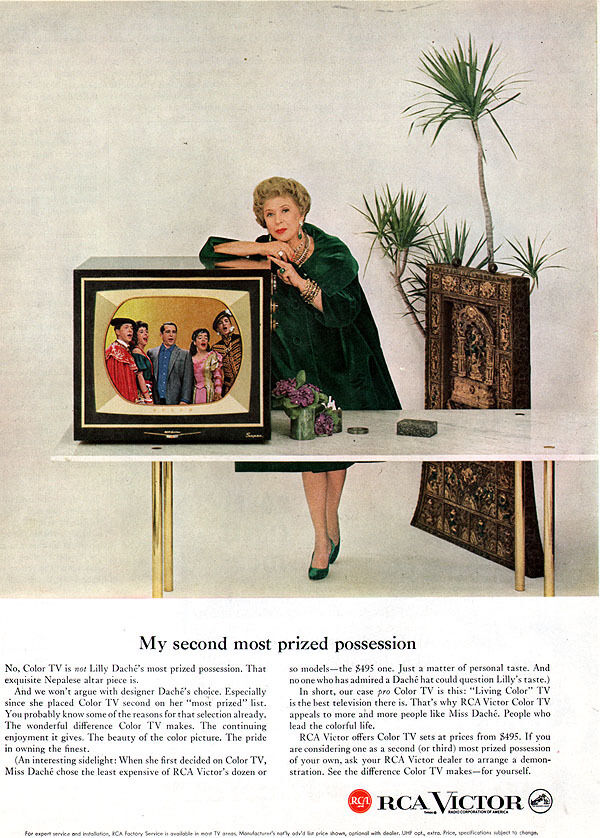
إعلان تلفزيوني ملون من ار سي ايه فيكتور RCA Victor يظهر فيه صانعة القبعات ليلي داتشي في عام 1959.

على الرغم من أن جميع الألوان الإلكترونية أدخلت في الولايات المتحدة في عام 1953  والأسعار المرتفعة وندرة البرمجة الملونة أدت إلى تباطأ كبير من قبولها في السوق. وكان أول بث لون وطني (بطولة 1954 من عرض الورود) وقعت في 1 يناير 1954 ولكن على مدى الأعوام ال10 المقبلة (حتى 1964) معظم البث الشبكى وما يقرب من جميع البرامج المحلية لا تزال في الأسود والأبيض. وفي عام 1956 أصبح عرض برى كوم على هيئة الإذاعة الوطنية أول مسلسل تلفازي وشبكة حية لتقديم غالبية الحلقات ببث ملون وسجل سي بي إس السجل الكبير وهو من بطولة باتي بادج وكان أول برنامج تلفازي يبث بالألوان لموسم 1957-1958 بأكمله. وكانت تكاليف إنتاجها أكبر من معظم الأفلام التي كانت في ذلك الوقت ليس فقط بسبب كل النجوم البارزة ولكن أيضا الإضاءة عالية الكثافة والإلكترونيات المطلوبة لكاميرات راديو شركة أمريكا تك-41 الجديدة. لم تبدأ مجموعات اللون حتى منتصف 1960s البيع بأعداد كبيرة ويرجع ذلك جزئيا إلى انتقال اللون من عام 1965 الذي أعلن أنه سيتم بث أكثر من نصف برمجة شبكة اللون في هذا الخريف. وجاء أول موسم أولي في جميع الأوقات بعد عام واحد فقط.
وكانت مجموعات الألوان في وقت مبكر إما نماذج وحدة تحكم أرضية دائمة أو إصدارات منضدية تقريبا ضخمة وثقيلة لذلك في الممارسة العملية ظلت ثابتة راسخة في مكان واحد. وقد أدى تقديم شركة «جي تي» المدمج نسبيا وخفيف الوزن «بورتا-الملونة» في ربيع عام 1966 جعل مشاهدة التلفاز الملون أكثر مرونة وملاءمة وفي عام 1972 مبيعات مجموعات الألوان أخيرا تجاوزت مبيعات مجموعات الأسود والأبيض وأيضا في عام 1972 آخر عقد بين برامج شبكة النهار تحويلها إلى اللون مما أدى إلى أول تماما لشبكة اللون في الموسم كله.
كما لم يتم توحيد البث الملون في أوروبا على شكل بال حتى الستينيات.
وبحلول منتصف السبعينات كانت المحطات الوحيدة التي تبث بالأبيض والأسود هي عدد قليل من محطات التردد فوق العالي في الأسواق الصغيرة وحفنة من محطات إعادة توليد الطاقة المنخفضة في أسواق أصغر حجما مثل بقع العطلات وبحلول عام 1979 حتى آخر هذه قد تحولت إلى اللون وبحلول أوائل 1980s تم دفع B & W مجموعات في الأسواق المتخصصة ولا سيما استخدام الطاقة المنخفضة والمجموعات المحمولة الصغيرة أو استخدامها كشاشات مراقبة الفيديو في المعدات الاستهلاكية منخفضة التكلفة حتى أواخر 1980s حتى هذه المناطق تحولت إلى مجموعات الألوان.

## التطور
يتكون نظام الكشف عن العين البشرية في شبكية العين في المقام الأول من نوعين من كاشفات الضوء وخلايا القضيب التي تلتقط الضوء والظلام والأشكال والأرقام وخلايا المخروط التي تكشف عن اللون. وشبكية العين نموذجية تحتوي على 120 خلية عصوية و 4.5 مليون إلى 6 مليون خلية مخروطية والتي تنقسم بين ثلاث مجموعات حساسة للضوء الأحمر والأخضر والأزرق. وهذا يعني أن العين لديها قرار أكثر بكثير في السطوع أو «استضواء» من اللون. ومع ذلك بعد المعالجة في العصب البصري وأجزاء أخرى من النظام البصري البشري يجمع بين المعلومات من الخلايا العصوية والمخروطية لإعادة خلق ما يبدو أن صورة ملونة عالية الدقة.
العين لديها عرض النطاق الترددي محدود لبقية النظام البصري ويقدر في أقل بقليل من 8 ميغابت / ثانية. هذا يتجلى في عدد من الطرق ولكن الأهم من حيث إنتاج الصور المتحركة هو الطريقة السلسلة لعرض الصور الثابتة في تتابع سريع يبدو أن الحركة على نحو سلس مستمر. ويبدأ هذا الوهم للعمل في حوالي 16 أطر / ثانية وتستخدم الصور المتحركة المشتركة 24 أطر/ ثانية. التلفاز يستخدم الطاقة من الشبكة الكهربائية والإيقاعات معدله من أجل تجنب التدخل مع التيار المتردد التي يتم توريدها في أمريكا الشمالية وبعض بلدان أمريكا الوسطى والجنوبية وتايوان وكوريا وجزء من اليابان والفلبين وعدد قليل من البلدان الأخرى وهذا هو تيار كهربى بتردد 60 هيرتز في الثانية ليتناسب مع قوة 60 هيرتز في حين أنه في معظم البلدان الأخرى هو تيار كهربى بتردد 50 هيرتر في الثانية الواحدة ليتناسب مع قوة 50 هيرتز.

### التلفاز الأولي
التجارب في أنظمة التلفاز باستخدام البث الإذاعي تعود إلى القرن 19، ولكن لم يكن حتى القرن 20 أن التقدم في مجال الالكترونيات والكشف عن الضوء جعل التنمية عملية ومن المشاكل الرئيسية الحاجة إلى تحويل صورة ثنائية الأبعاد 2D إلى إشارة راديوية أحادية الأبعاد؛ كان هناك حاجة إلى شكل من أشكال مسح الصورلإنهاء العمل حيث أن الأنظمة المبكرة تستخدم عادة جهاز يعرف باسم «قرص نيبكو» الذي كان قرص الغزل مع سلسلة من الثقوب خرمت فيه أن تسبب بقعة للمسح عبر وأسفل الصورة وإشارة لكاشف الصور وراء القرص التقطت سطوع الصورة في بقعة معينة والتي تم تحويلها إلى إشارة الراديو والبث. واستخدم قرص مماثل في جانب المستقبل مع مصدر ضوء وراء القرص بدلا من كاشف.
وقد تم استخدام عدد من هذه الأنظمة تجريبيا في العشرينيات وكان الأكثر شهرة جون لوجي بيرد والذي كان يستخدم في الواقع للبث العام العادي في بريطانيا لعدة سنوات وتم عرض نظام بيرد لأعضاء الجمعية الملكية في لندن في عام 1926 في ما هو معترف به عموما باعتباره أول إثبات من عمل نظام تلفازي حقيقي وعلى الرغم من هذه النجاحات المبكرة فقد واجهت جميع أنظمة التلفاز الميكانيكية عددا من المشاكل الخطيرة كونها مدفوعة ميكانيكيا حيث أن التزامن المثالى من إرسال واستقبال الأقراص لم يكن من السهل ضمانه والمخالفات يمكن أن تؤدي إلى تشويه الصورة الرئيسية. وهناك مشكلة أخرى تتمثل في أن الصورة تم مسحها ضوئيا داخل منطقة صغيرة مستطيلة تقريبا من سطح القرص بحيث تتطلب شاشات العرض الأكبر حجما والأكثر دقة أقراص غيرعملية بشكل متزايد وفتحات أصغر تنتج صور قاتمة بشكل متزايد. وأثبتت الطبول الدوارة التي تحمل مرايا صغيرة مثبتة بزوايا أكبر تدريجيا أكثر واقعية من أقراص نيبكو لإجراء المسح الميكانيكي العالي الدقة، مما يسمح بإنتاج صور من 240 خطا وأكثر من ذلك ولكن لم تكن هذه المكونات البصرية الحساسة عالية الدقة عملية تجاريا للمستقبلات المنزلية.[بحاجة لمصدر]
وكان من الواضح لعدد من المطورين أن نظام المسح الإلكتروني بالكامل سيكون متفوقا وأن المسح يمكن أن يتحقق في أنبوب فراغ عن طريق الوسائل الكهروستاتيكية أو المغناطيسية. وتحويل هذا المفهوم إلى نظام قابل للاستعمال استغرق سنوات من التنمية والعديد من التقدم المستقل وكان التقدمان الرئيسيان فيلو فارنزوورث في نظام المسح الإلكتروني وكاميرا الأيقونوسكوب لـ فلاديمير زوريكين. الأيقونوسكوب مرتكزعلى براءات الاختراع لكالمان تيهاني في وقت مبكر وحل محل نظام فارنزوورث. وبهذه الأنظمة بدأت بي بي سي بث برامج تلفازية بالأسود والأبيض بشكل منتظم في عام 1936 ولكن تم إغلاقها مرة أخرى مع بداية الحرب العالمية الثانية في عام 1939 وفي هذا الوقت تم بيع آلاف أجهزة التلفاز وقد لعبت أجهزة الاستقبال التي تم تطويرها لهذا البرنامج ولا سيما تلك التي تنتجها شركة Pye المحدودة دورا رئيسيا في تطوير الرادار.
وبحلول 22 مارس 1935 كان يجري بث 108 برامج تلفازية بالأبيض والأسود من تلفاز بول نيبكو التلفازي في برلين. وفي عام 1936 وبتوجيه من «وزير التنوير والدعاية العامة» يوزف غوبلز نقل البث المباشر من خمس عشرة وحدة متنقلة في دورة الألعاب الاولمبية في برلين لمنازل التلفازات الصغيرة المختارة في برلين وهامبورغ.
وفي عام 1941 أنتجت الاجتماعات الأولى لـ إن تي إس سي معيارا واحدا للبث في الولايات المتحدة وبدأت البث التلفازي الأمريكي بشكل جدي في فترة ما بعد الحرب مباشرة وبحلول عام 1950 كان هناك 6 ملايين تلفاز في الولايات المتحدة.

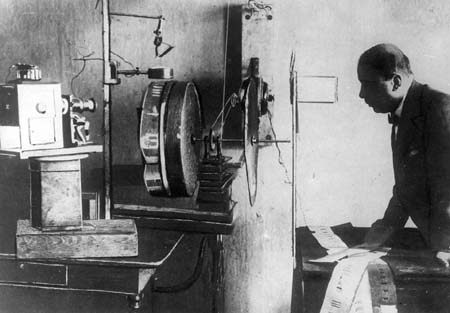
هوفانيس أداميان ج. القرن العشرين

### جميع ميكانيكية اللون
وقد تم تجريب الفكرة الأساسية لاستخدام ثلاث صور أحادية اللون لإنتاج صورة ملونة تقريبا بمجرد إنشاء أجهزة التلفاز الأسود والأبيض لأول مرة.
من أوائل المقترحات المنشورة للتلفاز كان واحدا من قبل موريس لو بلانك في عام 1880 لنظام الألوان بما في ذلك الإشارات الأولى في الأدب التلفازي من الخط وإطار المسح الضوئي على الرغم من أنه لم يعط تفاصيل عملية. وهناك براءة اختراع المخترع البولندي جان شزيبانيك على نظام تلفاز ملون في عام 1897 وذلك باستخدام خلية السيلينيوم الكهروضوئية في جهاز الإرسال والكهرومغناطيسية للسيطرة على مرآة متذبذبة ومنشور متحرك في التلفاز ولكن نظامه لا يحتوي على أي وسيلة لتحليل الطيف من الألوان في نهاية الإرسال ولا يمكن أن تكون قد عملت كما وصفها. كما خاض مخترع أرمني هوفانس آداميان تجربة تلفازية ملونة في وقت مبكر من عام 1907. وقد ادعى أول مشروع تلفازي ملون وحصل على براءة اختراع في ألمانيا في 31 مارس 1908 براءة اختراع № 197183 ثم في بريطانيا في 1 أبريل 1908 براءة اختراع № 7219، ثم في فرنسا براءة اختراع № 390326 وفي روسيا عام 1910 براءة اختراع 17912.
المخترع الإسكتلندي جون لوجي بيرد أظهر أول بث ملون في العالم في 3 يوليو 1928 وذلك باستخدام أقراص المسح الضوئي في الإرسال والاستقبال ينتهي مع ثلاثة فتحات حلزونية كل حلزون مع مرشحات من لون أساسي مختلف وثلاثة مصادر ضوئية تسيطر عليها الإشارة في الطرف المتلقى مع جهاز تبديل لتناوب الإضاءة. قام بيرد بإصدار أول بث ملون في العالم في 4 فبراير 1938 حيث أرسل صورة ممسوحة ميكانيكيا 120 خطا من استوديوهات بيرد في قصرالكريستال إلى شاشة عرض في مسرح دومينيون في لندن.
وأظهرت مختبرات بل أيضا في عام 1929 تلفازا ملونا تم فحصه ميكانيكيا باستخدام ثلاثة أنظمة كاملة من الخلايا الشمسية ومكبرات الصوت وأنابيب توهج ومرشحات ملونة مع سلسلة من المرايا لتثبيت الصور الحمراء والخضراء والزرقاء في لون كامل لصورة واحدة.

### الأنظمة الهجينة
وكما هو الحال مع التلفاز الأسود والأبيض فإن الوسائل الإلكترونية للمسح ستكون أعلى من الأنظمة الميكانيكية مثل بيرد. الحل الواضح على نهاية البث سيكون استخدام ثلاثة إكونوسكوبيس التقليدية مع مرشحات ملونة أمامهم لإنتاج إشارة RGB. باستخدام ثلاثة أنابيب منفصلة في نفس المشهد سوف تنتج اختلافات طفيفة في المنظر بين الإطارات لذلك في الممارسة العملية تم استخدام عدسة واحدة مع مرآة أو نظام المنشور لفصل الألوان للأنابيب المنفصلة. وقد التقط كل أنبوب إطارا كاملا وتحولت الإشارة إلى راديو بطريقة تتطابق أساسا مع الأنظمة القائمة بالأسود والأبيض.
المشكلة مع هذا النهج لم يكن هناك طريقة بسيطة لإعادة تجميعها على نهاية المتلقي. إذا تم إرسال كل صورة في نفس الوقت على ترددات مختلفة فإن الصور يجب أن تكون «مكدسة» بطريقة أو بأخرى على الشاشة في الوقت الحقيقي. وأبسط طريقة للقيام بذلك هي عكس النظام المستخدم في الكاميرا؛ قم بترتيب ثلاث شاشات عرض بالأبيض والأسود منفصلة خلف مرشحات ملونة ثم تجمع بصريا صورها باستخدام المرايا أو المنشور على شاشة مناسبة مثل الزجاج المصقول. وقامت راديو شركة أمريكا ببناء مثل هذا النظام من أجل تقديم أول تمثيل تلفازي ملون تم مسحه إلكترونيا في 5 فبراير 1940 أظهرت بشكل خاص لأعضاء لجنة الاتصالات الفيدرالية الأمريكية في مصنع راديو شركة أمريكا في كامدن (نيو جيرسي)  على الرغم من أن هذا النظام عانى من مشاكل التوأم التي تكلف ثلاث مرات على الأقل بقدر مجموعة الأسود والأبيض التقليدية فضلا عن وجود صور قاتمة جدا ونتيجة للإضاءة المنخفضة نسبيا تعطى من أنابيب ايرا. ومع ذلك فإن نظم الإسقاط من هذا النوع ستصبح شائعة بعد عقود مع إدخال تحسينات على التكنولوجيا.
وهناك حل آخر هو استخدام شاشة واحدة ولكن كسره إلى نمط الفوسفور الملون المتباعدة بشكل وثيق بدلا من طلائها حتى بالأبيض. وسيتم استخدام ثلاثة أجهزة استقبال ترسل كل منها إنتاجها إلى بندقية إلكترون منفصلة تهدف إلى الفوسفور الملون. وعلى الرغم من أن هذا الحل واضح فإنه ليس عمليا. وكانت بنادق الإلكترون المستخدمة في أجهزة التلفاز أحادية اللون محدوده وإذا أراد المرء أن يحافظ على دقة شاشات العرض أحادية اللون القائمة فإن البنادق يجب أن تركز على النقاط الفردية ثلاث مرات أصغر. وكان هذا خارج قدرات الدولة من الفن في ذلك الوقت.
بدلا من ذلك تم تطوير عدد من الحلول الهجينة التي جمعت عرض أحادية اللون التقليدية مع قرص ملون أو مرآة وفي هذه الأنظمة أرسلت الصور الملونة الثلاثة واحدا تلو الآخر إما في إطارات كاملة في «نظام الألوان المتسلسل في الميدان» أو لكل سطر في النظام «المتسلسل» وفي كلتا الحالتين تم تدوير مرشح ملون أمام الشاشة متزامنا مع البث، وبما أن الثلاث صور المنفصلة ترسل في تسلسل فإنه إذا استخدموا معايير الإشارات الراديوية أحادية اللون القائمة سيكون لديهم معدل تحديث فعال من تيار كهربى بتردد 20 هيرتز فقط أو 10هيرتز في الثانية في المنطقة التي سيصبح فيها وميض مرئيا ولتجنب ذلك زادت هذه الأنظمة معدل الإطار إلى حد كبير مما يجعل الإشارة غير متوافقة مع المعايير أحادية اللون القائمة.
أول مثال عملي لهذا النوع من النظام كان رائدا مرة أخرى من قبل جون لوجي بيرد. في عام 1940 أظهر علنا تلفاز ملون يجمع بين العرض الأسود والأبيض التقليدي مع قرص دائرى ملون. وكان هذا الجهاز «عميقا» جدا ولكن تم تحسينه فيما بعد مع مرآة لطي مسار الضوء إلى جهاز عملي تماما تشبه وحدة التحكم التقليدية الكبيرة. ومع ذلك لم يكن بيرد سعيدا بهذا التصميم وفي وقت مبكر من عام 1944 علق على لجنة حكومية بريطانية بأن الجهاز إلكتروني بالكامل سيكون أفضل.
في عام 1939 قدم المهندس الهنغاري بيتر كارل نظام الكهروميكانيكية بينما في سي بي إس التي تحتوي على جهاز استشعار إيقونوسكوب وكان مجال نظام الألوان المتسلسل ميكانيكي جزئيا مع قرص مصنوع من مرشحات حمراء وزرقاء وخضراء تدور داخل كاميرا التلفاز عند 1200 دورة في الدقيقة وقرص غزل مماثل في التزامن أمام أنبوب أشعة الكاثود داخل مجموعة المستقبل أو المتلقى. وتم عرض النظام لأول مرة لهيئة الإتصالات الفيدرالية (FCC) في 29 أغسطس 1940 وأظهرت للصحافة يوم 4 سبتمبر.
بدأت سي بي إس التجارب الميدانية الملونة التجريبية باستخدام الفيلم في وقت مبكر من 28 أغسطس 1940 والكاميرات الحية بحلول 12 نوفمبر. وهيئة الإذاعة الوطنية (المملوكة من قبل راديو شركة أمريكا) جعلت أول اختبار ميداني للتلفاز الملون في 20 فبراير 1941. بدأت سي بي إس يوميا الاختبارات الميدانية ببث ملون في 1 يونيو 1941. ولم تكن أنظمة الألوان هذه متوافقة مع أجهزة التلفاز الموجودة بالأسود والأبيض ونظرا لعدم توفر أجهزة تلفاز ملونة للجمهور في هذا الوقت فإن عرض الاختبارات الميدانية الملونة كان مقصورا على مهندسي راديو شركة أمريكا وسي بي إس والصحافة المدعوة وأوقف مجلس إنتاج الحرب تصنيع أجهزة التلفاز والإذاعة للاستخدام المدني من 22 أبريل 1942 إلى 20 أغسطس 1945 مما حد من أي فرصة لإدخال التلفاز الملون لعامة الناس.

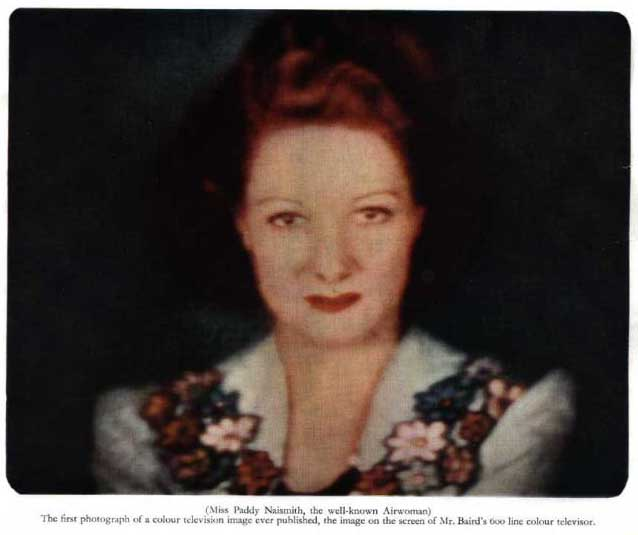
تم استخدام هذه الصورة الحية للممثلة بادي نايسميث لعرض تليكروم وهو أول نظام تلفزيون ملون إلكتروني بالكامل لجون لوجي بيرد، والذي يستخدم جهازي عرض CRT. ستكون الصورة ذات اللونين مشابهة لنظام تليكروم الأساسي.

### إلكتروني بالكامل
في وقت مبكر من عام 1940 بدأ بيرد العمل على نظام إلكتروني بالكامل أطلق عليه اسم «تيليكروم». استخدمت أجهزة تيليكروم المبكرة اثنين من مدافع الإلكترون تستهدف كلا الجانبين من لوحة الفوسفور. وكان الفوسفور منقوشا بحيث انخفضت الإلكترونات من البنادق فقط على جانب واحد من الزخرفة أو الأخرى وباستخدام الفوسفور السماوي والأرجواني يمكن الحصول على صورة معقولة ذات لون محدود. كما أظهر نفس النظام باستخدام إشارات أحادية اللون لإنتاج صورة ثلاثية الأبعاد (تسمى «مجسمة» في ذلك الوقت). وكان إظهاره في 16 أغسطس 1944 أول مثال على نظام تلفاز ملون عملي. واستمر العمل على تيليكروم وخطط لتقديم نسخ ثلاثية الإشارة ملونه بالكامل ومع ذلك وفاة بيرد في وقت مبكر في عام 1946 انهت تطوير نظام تيليكروم.
وكانت مفاهيم مماثلة شائعة خلال 1940s و 50s تختلف في المقام الأول في طريقة إعادة الجمع بين الألوان التي تولدها البنادق الثلاثة وكان أنبوب الجير مشابها لمفهوم بيرد لكنه استخدم أهراما صغيرة مع الفوسفور المودعة على وجوهها الخارجية بدلا من الزخرفة ثلاثية الأبعاد من بيرد على سطح مستوى واستخدمت بينترون ثلاث طبقات من الفوسفور فوق بعضها البعض وزادت من قوة الحزمة لتصل إلى الطبقات العليا عند رسم تلك الألوان ويستخدم كروماترون مجموعة من أسلاك التركيز لتحديد الفوسفور الملونة مرتبة في خطوط عمودية على الأنبوب.

#### لون FCC
وفي فترة ما بعد الحرب مباشرة غمرت هيئة الإتصالات الفيدرالية (FCC) طلبات لإنشاء محطات تلفازية جديدة. وقد أثارت لجنة الاتصالات الفدرالية بسبب قلقها إزاء ازدحام العدد المحدود من القنوات المتاحة وقفا اختياريا على جميع التراخيص الجديدة في عام 1948 مع مراعاة المشكلة.وقد تم التوصل فورا إلى حل؛ فإن التطور السريع للإلكترونيات اللاسلكية المتلقية أثناء الحرب قد فتح نطاقا واسعا من الترددات الأعلى إلى الاستخدام العملي وقامت لجنة الاتصالات الفيدرالية بتخصيص جزء كبير من نطاقات الموجات الديسيمترية (تردد فوق العالي) الجديدة للإذاعة التلفازية وفي ذلك الوقت كان البث التلفازي بالأبيض والأسود لا يزال في مهده في الولايات المتحدة وبدأت لجنة الاتصالات الفدرالية في النظر في طرق استخدام هذا النطاق الترددي المتاح حديثا للبث الملون وبما أنه لا يوجد تلفاز موجود سيكون قادرا على المواءمة في هذه المحطات فإنهم أحرار في اختيار نظام غير متوافق ويسمح للقنوات القديمة بالموجات المترية (تردد جد عالي) أن تموت على مر الزمن.
دعت لجنة الاتصالات الفدرالية إلى تقديم عروض تقنية لأنظمة الألوان في عام 1948 وتشكلت اللجنة الاستشارية التقنية المشتركة (JTAC) لدراستها. عرضت سي بي إس إصدارات محسنة من تصميمها الأصلي والآن باستخدام قناة واحدة 6 ميغاهيرتز (مثل الإشارات السوداء والبيضاء القائمة) في تيار كهربى بتردد 144 هيرتز في الثانية الواحدة و 405 خطا وأظهرت شركة كولور نظامها المتسلسل بينما أظهرت فيلكو نظاما متسلسلا يعتمد على تقنية أنبوب «أبل» التي تعتمد على أنبوب الحزمة. وكان نظام شركة سي بي إس هو الأكثر تقدما وفاز بالمنافسة في كل مرة.
وفي حين كانت الاجتماعات جارية كان من المعروف على نطاق واسع في هذه الصناعة أن شركة راديو أمريكا كانت تعمل على نظام متسلسل نقطي متوافق مع البثين الأسود والأبيض الموجودين ولكن راديو شركة أمريكا رفضت إثباته خلال السلسلة الأولى من الاجتماعات. قبل أن تقدم JTAC النتائج التي توصلت إليها وفي 25 أغسطس 1949 كسر راديو شركة أمريكا صمته وعرض نظامه أيضا. وظلت اللجنة الاستشارية المشتركة بين الوكالات (JTAC) توصي بنظام سي بي إس وبعد حل الدعوى القضائية التي تلت ذلك راديو شركة أمريكا بدأت البث الملون باستخدام نظام سي بي إس في 25 يونيو 1951 وبحلول هذه النقطة تغير السوق بشكل كبير؛ عندما تم النظر في اللون لأول مرة في عام 1948 كان هناك أقل من مليون جهاز تلفاز في الولايات المتحدة ولكن بحلول عام 1951 كان هناك أكثر من 10 ملايين نسمة. والفكرة القائلة بأن نطاق الموجات المترية (تردد جد عالي) يمكن أن يسمح له بـ «الموت» لم تعد عملية.
وخلال حملتها للحصول على موافقة لجنة الاتصالات الفيدرالية أعطى شركة سي بي إس أول إصدار من التلفاز الملون لعامة الناس وتعرض ساعة من برامج الألوان يوميا من الاثنين إلى السبت ابتداء من 12 يناير 1950 وتشغيل للفترة المتبقية من الشهر على (WUSA (TV في واشنطن حيث يمكن مشاهدة البرامج على ثمانية أجهزة استقبال اللون 16 بوصة في مبنى عام. بسبب ارتفاع الطلب العام وتم استئناف البث من 13-21 فبراير مع إضافة العديد من البرامج المسائية. بدأت لجنة النظم الأساسية جدولا زمنيا محدودا للبث الملون من محطة نيويورك للبث التلفازي العالمي (WCBS-TV) من الاثنين إلى السبت بدءا من 14 نوفمبر 1950 مما يجعل عشرة أجهزة استقبال ملونة متاحة للعرض. . تم بث كل شيء باستخدام كاميرا اللون الواحد التي تملكها شركة سي بي إس. وتم تمديد البث الإذاعي في نيويورك بواسطة كابل محوري إلى تلفاز WCAU في فيلادلفيا ابتداء من 13 ديسمبر  وإلى شيكاغو في 10 يناير مما جعلها أول بث ملون للشبكة.
بعد سلسلة من جلسات الاستماع التي بدأت في سبتمبر 1949 وجدت لجنة الاتصالات الفدرالية أن أنظمة راديو شركة أمريكا و CTI محفوفة بالمشاكل الفنية وعدم دقة لون الاستنساخ والمعدات باهظة الثمن وهكذا وافق رسميا على نظام سي بي إس كمعيار البث اللون الأمريكي في 11 أكتوبر 1950. دعوى قضائية غير ناجحة من قبل راديو شركة أمريكا أخرت أول شبكة تجارية تبث بالألوان حتى 25 يونيو 1951 عندما تم عرض مجموعة موسيقية خاصة بعنوان ببساطة بريمير عبر شبكة من خمسة فروع للساحل الشرقي لراديو شركة أمريكا. تم تقييد العرض مرة أخرى: تعذر رؤية البرنامج على مجموعات بالأبيض والأسود وتقدر مجلة فاريتي أنه لا تتوفر سوى ثلاثين جهاز استقبال لون أولي في منطقة نيويورك. بدأ بث اللون العادي في نفس الأسبوع في وضح النهار مع سلاسل عروض: العالم لك وربات البيوت الحديثة.
وبينما توسع جدول البث الملون للجنة (سي بي إس) تدريجيا إلى اثني عشر ساعة في الأسبوع (ولكن لم يسبق له مثيل في الوقت المحدد)  وتم توسيع شبكة الألوان إلى أحد عشر فرع منتسبا إلى الغرب مثل شيكاغو  كان نجاحها التجاري محكوما بأجهزة الاستقبال الملونة اللازمة لمشاهدة البرامج ورفض الشركات المصنعة للتلفاز لإنشاء آليات المحول لمجموعاتها السوداء والأبيض القائمة  وعدم رغبة المعلنين في رعاية البرامج الإذاعية التي لا يرى ها أحد تقريبا. وقد اشترت شركة سي بي إس مصنع تلفازي في أبريل  وفي سبتمبر 1951 بدأ الإنتاج في نموذج تلفاز ملون سي بي إس-كولومبيا الوحيد حيث وصلت أول مجموعات الألوان إلى متاجر البيع بالتجزئة في 28 سبتمبر. ولكنه كان قليل جدا ومتأخر جدا ولم يتم شحن سوى 200 مجموعة و 100 فقط بيعت وعندما وقفت شركة سي بي إس نظام التلفاز الملون في 20 أكتوبر 1951 ظاهريا بناء على طلب من سلطة الإنتاج الوطنية طوال الحرب الكورية واشترى كل البث الملون لـ سي بي إس. وقد اتهم رئيس الجمعية رسول ديفيد سارنوف فيما بعد بأن أمر جيش الشعب الجديد جاء «بعيدا عن وضع مصطنع من قبل شركة واحدة لحل مشاكلها المحيرة» لأن لجنة النظم الأساسية لم تنجح في مشروعها الملون.

#### متوافق اللون
وبينما كانت هيئة الإتصالات الفيدرالية تعقد اجتماعاتها المشتركة فإن التنمية تجري على عدد من الأنظمة التي تتيح البث الصوتي المتزامن الحقيقي «أنظمة الألوان المتسلسلة النقطية» وخلافا للنظم الهجينة استخدمت أجهزة التلفاز المتسلسلة النقطية إشارة تشبه إلى حد بعيد البثين الأسود والأبيض الموجودين مع إرسال كثافة كل نقطة على الشاشة على التوالي.
وفي عام 1938 عرض جورج فالنسي نظام ترميز يسمح بتشفير البث الملون بحيث يمكن التقاطه على مجموعات سواء سوداء وبيضاء قائمة أيضا وفي نظامه أعيد تجميع أنابيب الكاميرا الثلاثة لإنتاج قيمة «نصوع» واحدة كانت مشابهة جدا لإشارة أحادية اللون ويمكن بثها على ترددات الموجات المترية (تردد جد عالي) الحالية وتم تشفير معلومات اللون في إشارة «تلون» منفصلة تتألف من إشارتين منفصلتين إشارة زرقاء أصلية ناقص الإنارة (B'-Y) وإشارة حمراء (R'-Y '). ويمكن بعد ذلك بث هذه الإشارات بشكل منفصل على تردد مختلف؛ فإن مجموعة أحادية اللون ستلائم فقط إشارة النصوع على نطاق الموجات المترية (تردد جد عالي) في حين أن التلفازات الملونة ستلائم كل من الإنارة والتلون على ترددين مختلفين وتطبق التحويلات العكسية لاستعادة إشارة RGB الأصلية. الجانب السلبي لهذا النهج هو أنه يتطلب دفعة كبيرة في استخدام عرض النطاق الترددي وهو ما كانت هيئة الأتصالات الفيدرالية مهتمة في تجنبه.
استخدمت شركة راديو أمريكا مفهوم فالنسي كأساس لجميع تطوراتها واعتقدت أنه الحل الأمثل الوحيد لمشكلة البث ومع ذلك فإن مجموعات راديو شركة أمريكا المبكرة باستخدام المرايا وغيرها من أنظمة الإسقاط عانت جميعها من مشاكل جودة الصورة والون وكان من الصعب بسهولة من قبل النظام الهجين سي بي إس ولكن الحلول لهذه المشاكل كانت في طور الإعداد وراديو شركة أمريكا على وجه الخصوص كان يستثمر مبالغ ضخمة (في وقت لاحق تقدر بمبلغ 100 مليون دولار) لتطوير أنبوب النقط المتسلسل القابلة للاستخدام. وتم ضرب راديو شركة أمريكا بصفعة من قبل أنبوب جير والتي استخدمت ثلاثة أنابيب B & W تهدف إلى وجوه مختلفة من الأهرامات الملونة لإنتاج صورة ملونة وشملت جميع الأنظمة الإلكترونية أنبوب كروماترون وبينترون ومؤشر الحزمة الذي تم تطويره من قبل شركات مختلفة وأثناء التحقيق في كل هذا مجموعة راديو شركة أمريكا بدأت بسرعة التركيز على نظام قناع الظل.
في يوليو 1938 تم تسجيل براءة اختراع تلفاز الظل الملون من قبل فيرنر فليشسيغ (1900-1981) في ألمانيا وتم عرضه في المعرض الإذاعي الدولي في برلين عام 1939. وتستند معظم التلفازات الملونة ل CRT المستخدمة اليوم إلى هذه التكنولوجيا. وكان حله لمشكلة تركيز البنادق الإلكترون على النقاط الملونة الصغيرة واحدة من القوة الغاشمة; ورقة معدنية مع ثقوب فيها تسمح للحزم للوصول إلى الشاشة فقط عندما كانت محاذاة بشكل صحيح على النقاط. وكانت ثلاثة مدافع منفصلة تستهدف الثقوب من زوايا مختلفة قليلا، وعندما تمر الحزم من خلال الثقوب الزوايا تسبب لهم الفصل مرة أخرى وضرب البقع الفردية على بعد مسافة قصيرة على الجزء الخلفي من الشاشة. وكان الجانب السلبي لهذا النهج أن القناع قطع الغالبية العظمى من شعاع الطاقة والسماح لها لضرب الشاشة فقط 15٪ من الوقت مما يتطلب زيادة هائلة في قوة شعاع لإنتاج سطوع الصورة مقبولة.
على الرغم من هذه المشاكل في كل من أنظمة البث والعرض لراديو شركة أمريكا الا انها تقدمت للتنمية وكانت مستعده للهجوم الثاني على المعايير بحلول عام 1950.

#### إن تي إس سي الثانية
وكانت إمكانية وجود نظام بث ملون متوافق مقنعة جدا بأن إن تي إس سي قررت إعادة تشكيل وعقد سلسلة ثانية من الاجتماعات بدءا من يناير 1950. بعد أن اختارت مؤخرا نظام سى بى إس، فإن لجنة الاتصالات الفدرالية عارضت بشدة جهود إن تي إس سي. وقد ذهب أحد مفوضي لجنة الاتصالات الفدرالية جونز إلى حد التأكيد على أن المهندسين الذين يدلون بشهاداتهم لصالح نظام متوافق «كانوا في مؤامرة ضد المصلحة العامة».
وخلافا لنهج هيئة الإتصالات الفيدرالية حيث تم اختيار معيار ببساطة من المرشحين الحاليين، فإن إنتاج مجلس إن تي إس سي كان أكثر نشاطا بكثير في التنمية.
بدءا من قبل البث الملون لـ سي بي إس حتى حصلت على صناعة التلفاز في الولايات المتحدة ممثلة في لجنة نظام التلفاز الوطني وعملت في 1950-1953 لتطوير نظام الألوان التي تتوافق مع مجموعات الأسود والأبيض القائمة وتمرير معايير لجنة الاتصالات الفدرالية مع راديو شركة أمريكا لتطوير عناصر الأجهزة. («لون متوافق» عبارة من إعلانات لمجموعات مبكرة يظهر في أغنية «أمريكا» من قصة الجانب الغربي 1957. راديو شركة أمريكا أعلنت لأول مرة اختبارات ميدانية للنظام دوت على محطة نيويورك وWNBT في يوليو 1951. وعندما أدلت هيئة الإذاعة المركزية بشهادتها أمام الكونغرس في مارس 1953 أنه لم يكن لديها خطط أخرى لنظام الألوان الخاص بها،  فقد ألغت سلطة الإنتاج الوطنية حظرها على تصنيع أجهزة استقبال التلفاز الملون  وكان الطريق مفتوحا أمام إن تي إس سي إلى تقديم التماسها للحصول على موافقة لجنة الاتصالات الفيدرالية في يوليو 1953 التي منحت في 17 ديسمبر. أول عرض توضيحي للشبكة أعلن عنه برنامج باستخدام نظام «لون متوافق» إن تي إس سي كانت حلقات ان بى سى من كوكلا وفران في 30 أغسطس 1953 على الرغم من أنه كان قابلا للعرض في اللون فقط في مقر الشبكة. أول شبكة بثت على الهواء في لون إن تي إس سي كان أداء الأوبرا كارمن في 31 أكتوبر 1953.

## الاتخاذ

### أمريكا الشمالية

#### كندا
وكانت عمليات البث الملونة من الولايات المتحدة متاحة للمراكز السكانية الكندية بالقرب من الحدود منذ منتصف الخمسينات. وفي الوقت الذي تم فيه تقديم البث الملون إن تي إس سي رسميا في كندا في عام 1966 كان أقل من واحد في المئة من الأسر الكندية لديها تلفاز ملون. تم إطلاق التلفاز الملون في كندا على خدمة التلفاز باللغة الإنجليزية على شبكة سي بي سي في 1 سبتمبر 1966. كما بدأ البث التلفازي الخاص CTV في أوائل سبتمبر 1966. وبدأت عمليات الإرسال الملون بدوام كامل في عام 1974 على هيئة الاتصالات المركزية مع هيئات إذاعية أخرى تابعة للقطاع الخاص تقوم بذلك بحلول نهاية السبعينات .

#### كوبا
أصبحت كوبا في عام 1958 ثاني دولة في العالم لإدخال البث التلفازي الملون مع قناة هافانا 12 باستخدام المعايير التي وضعتها لجنة إن تي إس سي لجنة الاتصالات الاتحادية في الولايات المتحدة في عام 1940 والتكنولوجيا الأمريكية على براءة اختراع من قبل شركة الإلكترونيات الأمريكية أو شركة راديو أمريكا. لكن الإرسالات الملونة انتهت عندما تم الاستيلاء على محطات البث في الثورة الكوبية في عام 1959 ولم يعود حتى عام 1975 وذلك باستخدام المعدات المكتسبة من شركة إن إي سي في اليابان ومعدات سيكام من الاتحاد السوفياتي وتكييفها لمعيار إن تي إس سي الأمريكي.

#### المكسيك
غييرمو غونزاليس كامارينا اخترع نوع من أنواع عجلات الألوان المستخدمة في التلفاز الملون وهو أيضاً أول من أدخل التلفاز الملون للمكسيك في أواخر 1930s والذي طلب براءة اختراع في المكسيك في 19 أغسطس 1940 وفي الولايات المتحدة الأمريكية في عام 1941. أنتج غييرمو غونزاليس كامارينا نظامه التلفازي الملون في مختبره Gon-Cam للسوق المكسيكية وصدره إلى كلية كولومبيا في شيكاغو الذي اعتبره أفضل نظام في العالم . علامة ذهب تم تطبيقها ببراءة الاختراع في الواقع لنفس نظام الألوان الثلاثة متتابعة في الولايات المتحدة الأمريكية في 7 سبتمبر 1940؛  في حين قدم غييرمو غونزاليس كامارينا طلبه في المكسيك قبل تسعة عشر يوما في 19 أغسطس 1940.
في 31 أغسطس 1946 أرسل غييرمو غونزاليس كامارينا أول نقل له لونه من مختبره في مكاتب الرابطة المكسيكية للتجارب الإذاعية في شارع لوسيرنا رقم 1 في مكسيكو سيتي وأرسلت إشارة الفيديو بتردد قدره 115ميغاهرتز. والصوت في الفرقة 40 متر وقد حصل على ترخيص بإعلان أول بث ملون علنا في المكسيك في 8 فبراير 1963 من برنامج بارايسو إنفانتيل على XHGC-TV في مدينة مكسيكو وذلك باستخدام نظام إن تي إس سي الذي تم اعتماده الآن كمعيار للبرمجة الملونة.
غييرمو غونزاليس كامارينا اخترع أيضا نظام التلفاز الملون المكسيكي المبسط كبديل أبسط وأرخص بكثير لنظام إن تي إس سي. وبسبب بساطته استخدمت ناسا نسخة معدلة من نظام التلفاز الملون المكسيكي المبسط في مهمته بعثة المسافرعام 1979 لالتقاط الصور والفيديو للمشتري.

#### الولايات المتحدة

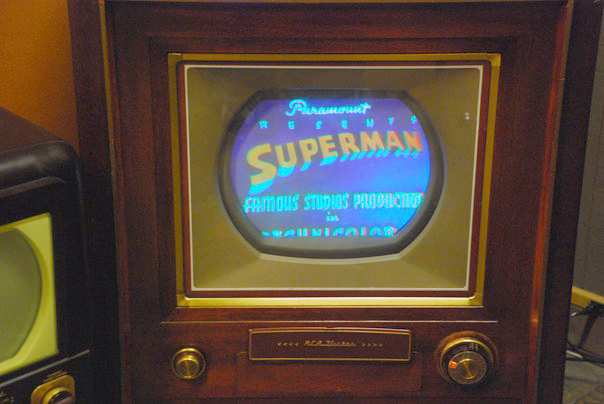

وقد قامت شبكة هيئة الإذاعة الوطنية بارسال أول بث ملون من الساحل إلى الساحل عندما بثت موكب بطولة الورود في الأول من يناير عام 1954 حيث نظمت مسيرة عامة في جميع انحاء الولايات المتحدة حول استقبالات النماذج النموذجية من قبل الشركات المصنعة شركة راديو أمريكا وجنرال إلكتريك وفيلكو ورايثيون وهاليكرافترز وهوفمان وباسيفيك ميركوري وغيرها. أصبح نموذج البث الملون من ويستنغهوس H840CK15 (يعادل 549 11 دولارا في عام 2016) متاحا في منطقة نيويورك في 28 فبراير 1954 ووافق عموما على أن يكون أول جهاز استقبال للإنتاج باستخدام بث لون إن تي إس سي يعرض على الجمهور؛ وأقل تكلفة نموذج بث ملون من شركة راديو أمريكا (CT-100) وصلت في أبريل 1954. كانت أول سلسلة تلفازية لوقت طويل في التلفاز هو المسلسل التلفازي؛ الزواج وهو كوميديا تبث مباشرة من قبل هيئة الإذاعة الوطنية في صيف عام 1954. وأصبحت سلسلة الأنثولوجيا في مسرح فورد أول سلسلة بث ملون للشبكة التي تم تصويرها في أكتوبر.
لا يمكن الحفاظ على البث التلفازي في وقت مبكر إلا على عملية كينسكوب الأسود والأبيض التي أدخلت في عام 1947. ولم يكن حتى سبتمبر 1956 أن هيئة الإذاعة الوطنية بدأ استخدام فيلم ملون لتأخير الوقت والحفاظ على بعض من البث التلفازي اللون الحية. قدم أمبيكس شريط مسجل لفيديو ملون في عام 1958 والذي تستخدمه هيئة الإذاعة الوطنية لشريط المساء مع فريد أستير وهو أقدم شريط فيديو ملون الشبكة على قيد الحياة. واستخدم هذا النظام أيضا للكشف عن مظاهرة من التلفاز الملون للصحافة . وفي 22 مايو 1958 قام الرئيس دوايت إيزنهاور بزيارة استوديوهات المؤتمر العالمي للاتصالات والتلفاز في واشنطن العاصمة وألقى خطابا يشرح مزايا التكنولوجيا الجديدة. وقد تم تسجيل خطابته بالألوان وقدمت نسخة من شريط الفيديو هذا إلى مكتبة الكونغرس للأجيال القادمة.
العديد من العروض المشتركة لها حلقات تم تصويرها بالالوان خلال 1950s بما في ذلك أطفال سيسكو والحارس الوحيد، وصديقي فليكا ومغامرات سوبرمان وحملت أول حلقتين من قبل بعض المحطات مجهزة للبث الملون بشكل جيد قبل هيئة الإذاعة الوطنية بدأت الدراما الملونة الأسبوعية العادية في عام 1959 بدءا من سلسلة بونانزا الغربية.
كانت هيئة الإذاعة الوطنية في طليعة البرمجة الملونة لأن الشركة الأم شركة راديو أمريكا المصنعة لأكثر خط ألوان في 1950s وبحلول عام 1959 كانت شركة راديو أمريكا الشركة الوحيدة المتبقية الرئيسية لمجموعات الألوان. سي بي إس وهيئة الإذاعة الأمريكية والتي لم تكن تابعة لمجموعة المصنعين ولم تكن حريصة على تعزيز منتج منافسيها وجرف أقدامهم إلى البث الملون. بث عروض سي بي إس الخاصة الملونه وأحيانا بثت عروضها الأسبوعية الكبيرة ملونه ولكنها لم تقدم أي برمجة للألوان المجدولة بانتظام حتى سقوط عام 1965. وتم تصوير عرض واحد فقط للـسي بي إس وهو العرض الملون لعرض لوسي ابتداء من عام 1963 لكنه استمر في أن يكون بث في الأسود والأبيض خلال نهاية 65 موسم في 1964. تأخرت هيئة الإذاعة الأمريكية ببرامجه الأولى الملونه حتى عام 1962 ولكن هذه كانت في البداية فقط تبث من الرسوم المتحركة يظهر فلينستون وذا جتسونز ونبيه و صالح. وشبكة دومونت على الرغم من أن لديها شركة الأم للتصنيع التلفازي كانت في انخفاض مالي بحلول عام 1954 وتم حله بعد عامين.
كمية صغيرة نسبيا من برمجة الشبكة الملونة جنبا إلى جنب مع ارتفاع تكلفة أجهزة التلفاز الملون يعني أنه في وقت متأخر من عام 1964 فقط 3.1 في المئة من الأسر في الولايات المتحدة لديها التلفاز الملون ولكن بحلول منتصف 1960sتحول موضوع برمجة اللون إلى حرب تصنيفات في عام 1965 دراسة ARB التي اقترحت اتجاها ناشئا في مبيعات التلفاز الملون مجموعة أقنعت ان بي سي أن التحول الكامل إلى اللون من شأنه أن يحصل على ميزة التصنيف على منافسيها الاثنين. ونتيجة لذلك قدمت ان بي سي حافزا للتوسع السريع في اللون من خلال الإعلان عن أن جدول مواعيدها الأولية لخريف عام 1965 سيكون بالكامل تقريبا في اللون. سي بي إس وهيئة الإذاعة الأمريكية اتبعت نظامها وأكثر من نصف البرمجة في وقت الذروة مجتمعة كان أيضا في هذا الموسم لكنها كانت لا تزال مترددة في بث جميع برامجها في اللون بسبب تكاليف الإنتاج. وكانت جميع شبكات البث الثلاثى تبث جداول زمنية كاملة بالألوان الكاملة من موسم البث 67_1966 وأذاعت هيئة الإذاعة الأمريكية أحدث برامجها النهار الأبيض والأسود الجديدة في ديسمبر 1967. غير أن شبكات البث العامة مثل NET لم تستخدم اللون لغالبية برامجها حتى عام 1968 ولم يتجاوز عدد أجهزة التلفاز الملونة التي تباع في الولايات المتحدة مبيعات الأسود والأبيض حتى عام 1972 وهو أيضا العام الأول الذي أكثر من خمسين في المئة من الأسر التلفازية في الولايات المتحدة لديها مجموعة اللون. وكان هذا أيضا عام الإشعارات قبل أن تنتهي برامج التلفاز الملون نظرا لارتفاع مبيعات التلفاز الملون والبرمجة الملونة أصبحت قاعدة.[بحاجة لمصدر]
وقد عرضت ديزني العديد من برامجها السابقة في اللون بحيث تمكنت من تكرارها على شبكة ان بي سي وبما أن معظم أفلام ديزني الطويلة كانت أيضا مصنوعة بالألوان فإنها يمكن الآن أن تبث في هذا الشكل وللتأكيد على هذه الميزة الجديدة وأعيدت إعادة تسمية السلسلة باسم عالم والت ديزني الرائع للألوان الذي عرض لأول مرة في سبتمبر 1961 واحتفظ بهذا اللقب حتى عام 1969.
بدأ البث الملون في هاواي في سبتمبر 1965 وفي ألاسكا بعد عام.[بحاجة لمصدر] بدأت واحدة من محطات التلفاز الأخيرة في أمريكا الشمالية لتحويل اللون وWQEX في بيتسبرغ لتحويل لبث اللون في 16 أكتوبر 1986 بعد الأسود -أبيض الذي يعود تاريخه في الخمسينيات من القرن العشرين. انهار في فبراير 1985 ولم تعد الأجزاء المطلوبة لإصلاحه متاحة. بعد ذلك قام صاحب WQex وعضو محطة WQED بتحويل بعض أموال التعهد في الحصول على جهاز إرسال اللون ل WQEX.

### أوروبا
كانت أول بث لون منتظم في أوروبا من قبل BBC2 في المملكة المتحدة ابتداء من 1 يوليو 1967 (بال). وحدث أول بث في ألمانيا الغربية في أغسطس (بال) تليها هولندا في سبتمبر (بال) وفرنسا في أكتوبر (سيكام). والنرويج والسويد وفنلندا والنمسا وألمانيا الشرقية وتشيكوسلوفاكيا وهنغاريا بدأوا البث اللون بانتظام قبل نهاية عام 1969. بدأت محطة التلفاز الوطنية في أيرلندا RTÉ باستخدام اللون في عام 1968 للبرامج المسجلة؛ أول بث خارجي تم تقديمه بالألوان لتلفاز RTÉ كان عندما استضافت أيرلندا مسابقة الأغنية يوروفيجن في دبلن في عام 1971. نظام بال انتشر في معظم أنحاء أوروبا الغربية.
المزيد من الدول الأوروبية أدخلت التلفاز الملون باستخدام نظام بال في 1970s وأوائل 1980s. ومن الأمثلة على ذلك الدانمارك (1970) وبلجيكا (1971) ويوغوسلافيا / صربيا (1971) وإسبانيا (1972 ولكنها لم تنفذ بالكامل حتى عام 1978) وأيسلندا (1973) والبرتغال (1976 ولكنها لم تنفذ بالكامل حتى عام 1980) 1981) وتركيا (1981) ورومانيا (1983 ولكن لم تنفذ بالكامل حتى عام 1990). في إيطاليا كانت هناك مناقشات لاعتماد نظام تلفاز ملون وطني ISA التي وضعتها إنديسيت ولكن تم إلغاء هذه الفكرة ونتيجة لذلك كانت إيطاليا واحدة من الدول الأوروبية الأخيرة لاعتماد نظام بال رسميا في عام 1977.
فرنسا ولوكسمبورغ ومعظم الكتلة الشرقية جنبا إلى جنب مع أقاليمهم في الخارج اختارت سيكام. وكان سيكام خيارا شعبيا في البلدان التي لديها الكثير من التضاريس الجبلية والبلدان المتخلفة تكنولوجيا مع قاعدة كبيرة جدا من المعدات أحادية اللون حيث يمكن التعامل بشكل أفضل بكثير مع سوء الصيانة المعدات ومع ذلك كان القرار بالنسبة للعديد من البلدان أكثر توجها إلى السياسة من الجدارة التقنية.
عيب سيكام للإنتاج هو أنه على عكس بال أو إن تي إس سي بعض عمليات ما بعد الإنتاج من إشارات سيكام المشفرة ليست ممكنة حقا دون انخفاض كبير في الجودة وعلى سبيل المثال تلاشي بسيط إلى الأسود هو تافهة في بال أو إن تي إس سي: يمكنك فقط خفض مستوى الإشارة حتى أنه صفر ومع ذلك ففي سيكام تحتاج إشارات اختلاف اللون التي يتم تشكيلها بترددات إلى فك الشفرة أولا مثل RGB ثم يتم تطبيقها من الباهت إلى الأسود وأخيرا يتم إعادة ترميز الإشارة الناتجة في سيكام. عيب آخر من سيكام هو أن تصفية المشط مما يسمح بفصل الألوان وهذا غير ممكن في أجهزة استقبال التلفاز ومع ذلك لم يكن هناك الكثير من العيوب في الأيام الأولى من سيكام حيث لم تصبح هذه الفلاتر متاحة بسهولة في أجهزة التلفاز الراقية قبل 1990s.
بدأت أول بث لون منتظم في سيكام في 1 أكتوبر 1967 على قناة فرنسا الثانية (ORTF 2e). في فرنسا وبريطانيا تم إجراء عمليات بث ملونة على تردد فوق العالي حيث تم استخدام نطاق الموجات المترية (تردد جد عالي) للأبيض والأسود 405 خطوط في المملكة المتحدة أو 819 خطا في فرنسا حتى بداية الثمانينيات. أما البلدان الأخرى التي تبث بالفعل أحادية اللون بـ 625 خطا على الموجات المترية (تردد جد عالي) والديسيمترية (تردد فوق العالي) فقد نقلت ببساطة برامج الألوان على نفس القنوات.
بعض البرامج التلفازية البريطانية وخاصة تلك التي أدلى بها لـ ITC الترفيه تم تصويرهم على فيلم ملون قبل إدخال التلفاز الملون إلى المملكة المتحدة لغرض المبيعات لشبكات الولايات المتحدة. وكان أول عرض بريطاني يتم تقديمه بالألوان المسلسل الدرامي «مغامرات السير لانسلوت» (1956-57) والذي كان في البداية بالأبيض والأسود ولكن تم تصويره في وقت لاحق للبيع في شبكة هيئة الإذاعة الوطنية في الولايات المتحدة وتشمل برامج التلفاز الملون البريطانية الأخرى ستينغراي (1964-1965) والذي كان أول برنامج تلفازي بريطاني يتم تصويره بالكامل بالألوان وثوندربيردز (1965-1966) وكابتن سكارليت وميسترونس (1967-1968). ومع ذلك فإن معظم سلسلة المملكة المتحدة في الغالب باستخدام شريط فيديو مثل دكتور هو (1963-89؛ 2005 إلى الوقت الحاضر) لم تبدأ إنتاج الألوان حتى وقت لاحق مع أول بث ملون لحلقات دكتورهو لا بث حتى عام 1970.

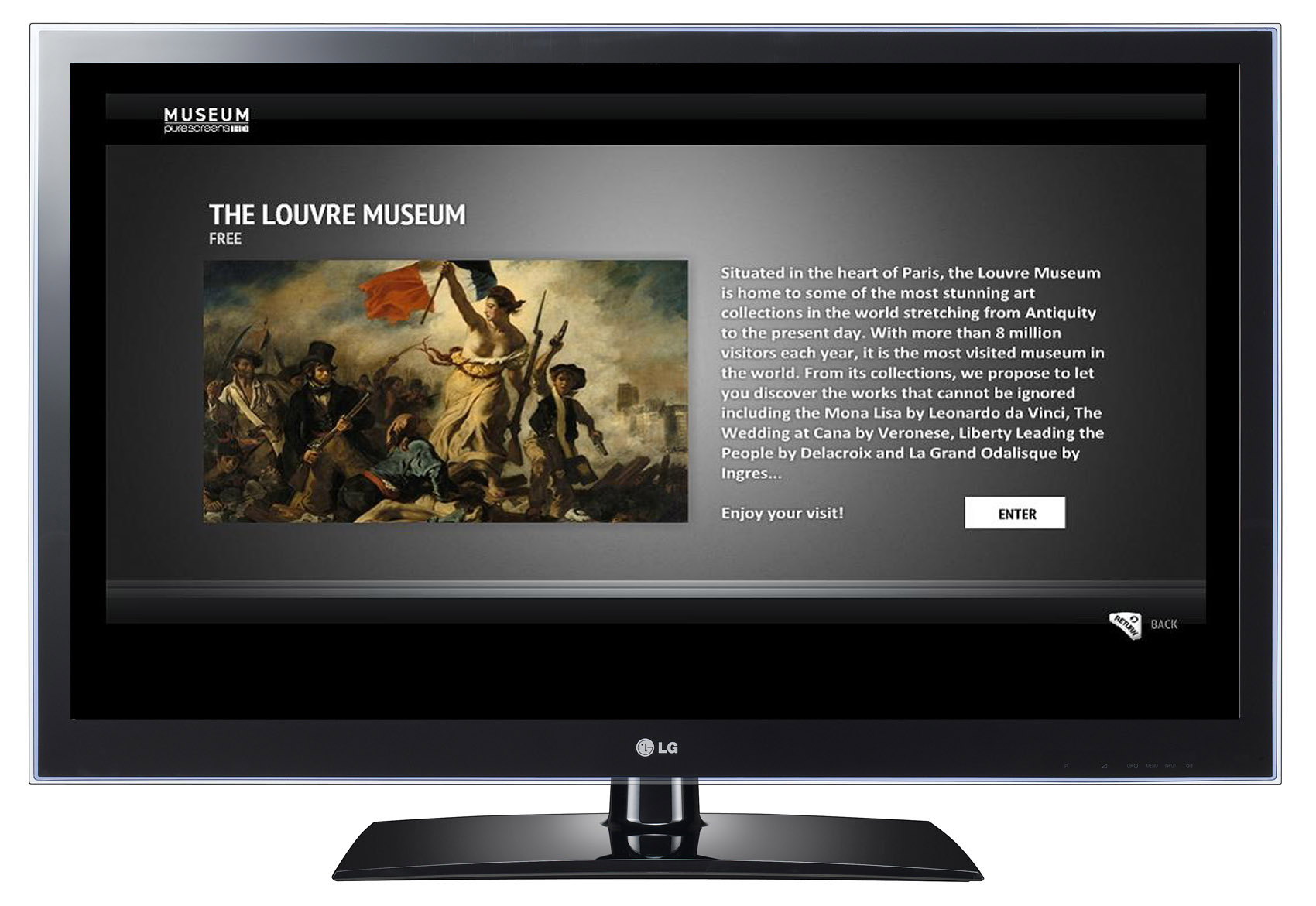
التلفاز الحديث

### آسيا والمحيط الهادئ
في اليابان قدمت هيئة الإذاعة اليابانية وشبكة تلفاز نيبون التلفاز الملون وذلك باستخدام الاختلاف من نظام إن تي إس سي (سمى إن تي إس سي-J) في 10 سبتمبر 1960 مما يجعلها أول بلد في آسيا لتقديم التلفاز الملون كما اعتمدت الفلبين (1966) وتايوان (1969) نظام إن تي إس سي.
واستخدمت بلدان أخرى في المنطقة بدلا من ذلك نظام بال بدءا من أستراليا (1967 ولكن لم تنفذ بالكامل حتى عام 1975) ثم تايلند (1969 وتحويل هذا البلد من 525 خط إلى 625 خط) وهونغ كونغ (1970) وجمهورية كوريا الشعبية الديمقراطية (1971) ونيوزيلندا (1973) وكوريا الشمالية (1974) وسنغافورة (1974) وباكستان (1976 ولكنها لم تنفذ بالكامل حتى عام 1982) وكازاخستان (1978) وفييتنام (1978) (1978 ولكن لم تنفذ بالكامل حتى عام 1980) وإندونيسيا (1979) والهند (1979 ولكن لم تنفذ بالكامل حتى عام 1982) وبنغلاديش (1980). ولم تقدم كوريا الجنوبية تلفازا ملونا (باستخدام إن تي إس سي) حتى عام 1980 (بدأت عمليات الإرسال الملون بدوام كامل في عام 1981) على الرغم من أنها كانت تقوم بالفعل بتصنيع أجهزة تلفاز ملونة للتصدير ويذكر ان كمبوديا هي اخر دولة في اسيا تقدم التلفاز الملون الذي تم تقديمه رسميا في عام 1981 باستخدام نظام بال مع نقل لونى بدوام كامل منذ عام 1985.

#### الشرق الأوسط
وتستخدم جميع بلدان الشرق الأوسط تقريبا بال وكانت أول دولة في الشرق الأوسط تقدم التلفاز الملون هو العراق في عام 1967. وجاءت المملكة العربية السعودية والإمارات العربية المتحدة ومصر والكويت والبحرين وقطر في منتصف 1970s ولكن إسرائيل ولبنان وقبرص واصلت بثها في الأسود والأبيض حتى أوائل 1980s حتى أن التلفاز الإسرائيلي قام بحذف الإشارات الملونة باستخدام جهاز يسمى ميخيكون.

### أفريقيا
تم تقديم أول خدمة تلفازية ملونة في أفريقيا في جزيرة زنجبار التنزانية في عام 1973 باستخدام بال. في عام 1973 أيضا شركة موريشيوس بثت مؤتمر أوكام ببث ملون وذلك باستخدام سيكام. وفي ذلك الوقت لم يكن لدى جنوب أفريقيا خدمة تلفازية على الإطلاق بسبب معارضة نظام الفصل العنصري (أبارتايد) ولكن في عام 1976 تم إطلاق واحدة أخيرا. اعتمدت نيجيريا بال لنقل اللون في عام 1974 في ولاية هضبة بينو آنذاك في المنطقة الشمالية الوسطى من البلاد ولكن بلدان مثل غانا وزيمبابوي استمرت بالأبيض والأسود حتى عام 1984. وبدأت دائرة إذاعة البث التلفازي في سيراليون في عام 1963 على أنه تعاون بين المصلحة والمصالح التجارية؛ وتم توسيع نطاق التغطية لتشمل جميع المقاطعات في عام 1978 عندما تمت ترقية الخدمة إلى اللون أيضا.

### أمريكا الجنوبية
وخلافا لمعظم البلدان الأخرى في الأمريكتين التي اعتمدت إن تي إس سي بدأت البرازيل البث الملون في بال-M. وكان أول انتقال للبث الملون في 19 فبراير 1972. ومع ذلك كانت الإكوادور أول بلد في أمريكا الجنوبية لاستخدام البث الملون إن تي إس سي وكان أول انتقال له في 5 نوفمبر 1974. واصلت بعض البلدان في أمريكا الجنوبية بما في ذلك الأرجنتين وبوليفيا وشيلي وباراغواي وبيرو وأوروغواي البث باللونين الأسود والأبيض حتى أوائل 1980s.
كور ديلن الرئيس التنفيذي في وقت لاحق من فرع أمريكا الجنوبية فيليبس كان مسؤولا عن جلب التلفاز الملون إلى أمريكا الجنوبية. [بحاجة لمصدر]

## معايير الألوان
هناك ثلاثة أنظمة للبث التلفازي الرئيسية المستخدمة في جميع أنحاء العالم بال (المرحلة بتناوب الخط) إن تي إس سي (لجنة نظام التلفاز الوطني) وسيكام (لون متسلسل مع الذاكرة).
النظام المستخدم في الأمريكتين والكثير من الشرق الأقصى هو إن تي إس سي. وتستخدم أوروبا الغربية وأستراليا وأفريقيا وأمريكا الجنوبية الشرقية بال (على الرغم من أن البرازيل تستخدم نظام بال-M الهجين). وتستخدم أوروبا الشرقية وفرنسا سيكام. عموما يمكن للجهاز (مثل التلفاز) قراءة أو عرض الفيديو المشفر إلى معيار تم تصميم الجهاز لدعمها خلاف ذلك يجب تحويل المصدر (مثل عندما يتم بث البرامج الأوروبية في أمريكا الشمالية أو العكس بالعكس). ولأن التحكم في اللون غير ضروري في بال فإن إن تي إس سي قد قيل مازحا أن يقف على أبدا نفس اللون أو أبدا مرتين نفس اللون.
يوضح هذا الجدول الاختلافات:
|                                 | إن تي إس سي M      | بال B,G,H            | بال I                | بال N              | بال M              | سيكام B,G,H      | سيكام D,K,K',L   |
| ------------------------------- | ------------------ | -------------------- | -------------------- | ------------------ | ------------------ | ---------------- | ---------------- |
| خطوط / حقول                     | 525/60             | 625/50               | 625/50               | 625/50             | 525/60             | 625/50           | 625/50           |
| التردد الأفقي                   | 15.734 كيلو هرتز   | 15.625 كيلو هرتز     | 15.625 كيلو هرتز     | 15.625 كيلو هرتز   | 15.750 كيلو هرتز   | 15.625 كيلو هرتز | 15.625 كيلو هرتز |
| التردد العمودي                  | 60 هرتز            | 50 هرتز              | 50 هرتز              | 50 هرتز            | 60 هرتز            | 50 هرتز          | 50 هرتز          |
| لون تردد الموجة الحاملة الفرعية | 3.579545 ميغاهيرتز | 4.43361875 ميغاهيرتز | 4.43361875 ميغاهيرتز | 3.582056 ميغاهيرتز | 3.575611 ميغاهيرتز |                  |                  |
| عرض النطاق الترددي للفيديو      | 4.2 ميغاهيرتز      | 5.0 ميغاهيرتز        | 5.5 ميغاهيرتز        | 4.2 ميغاهيرتز      | 4.2 ميغاهيرتز      | 5.0 ميغاهيرتز    | 6.0 ميغاهيرتز    |
| ناقل الصوت                      | 4.5 ميغاهيرتز      | 5.5 ميغاهيرتز        | 5.9996 ميغاهيرتز     | 4.5 ميغاهيرتز      | 4.5 ميغاهيرتز      | 5.5 ميغاهيرتز    | 6.5 ميغاهيرتز    |

وقد حلت معايير البث التلفازي الرقمي مثل هيئة أنظمة التلفاز المتطورة وبث الفيديو الرقمي - الأرضي وبث الفيديو الرقمي - الجيل الثاني الأرضي وخدمات الإذاعة الرقمية المتكاملة محل معايير الإرسال التناظري هذه في العديد من البلدان.